# Mistrovství světa v cyklokrosu 1969
20. Mistrovství světa v cyklokrosu se konalo 23. února 1969 v Magstadtu v Německu (tehdy Západní Německo). Mistrovství bylo rozděleno na dvě kategorie - muž (profesionálové, elite) a amatéři.

## Muži
Závodu se zúčastnilo 27 závodníků, ale jen 20 jich bylo klasifikováno. Trať měřila 24. 750 km.
| Poř.             | Jméno             | Čas          |
| Zlatá medaile    | Eric De Vlaeminck | 1.17:32      |
| Stříbrná medaile | Rolf Wolfshohl    | + 1 min 32 s |
| Bronzová medaile | Renato Longo      | + 2 min 25 s |
| 4                | Luciano Luciani   | + 2 min 27 s |
| 5                | Freddy Nys        | + 6 min 40 s |
| 6                | Ernst Boller      | + 7 min 21 s |

## Amatéři
V cíli bylo klasifikováno 44 závodníků. Trať měřila 22 km.
| Poř.             | Jméno              | Čas          |
| Zlatá medaile    | René De Clercq     | 1.09:36      |
| Stříbrná medaile | Roger De Vlaminck  | + 32 s       |
| Bronzová medaile | Robert Vermeire    | + 56 s       |
| 4                | Jakob Küster       | + 1 min 30 s |
| 5                | Franco Livian      | + 2 min 05 s |
| 6                | Peter Frischknecht | + 2 min 26 s |
| 7                | Břetislav Souček   | + 2 min 42 s |
| ...              |                    |              |
| 17               | Pavel Krejčí       | + 4 min 52 s |
| 24               | Jan Hanzl          | + 7 min 29 s |
| 29               | Jiří Murdych       | + 8 min 12 s |